# Koninkrijk Mthwakazi

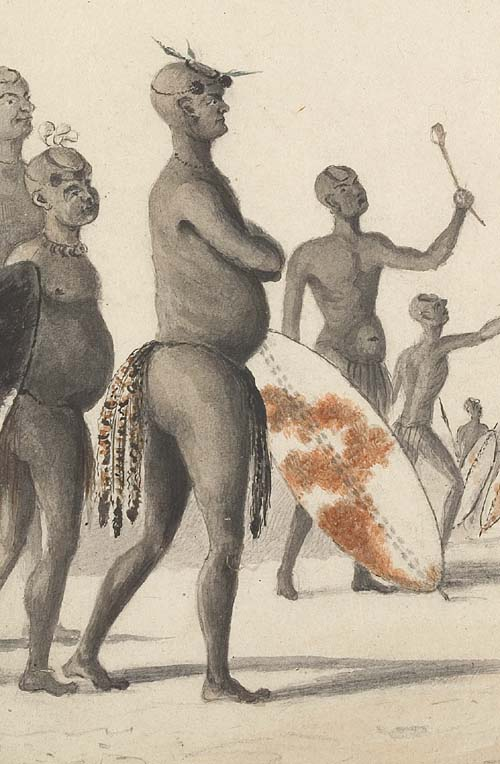
Koning Mzilikazi met achter hem de jonge kroonprins Lobengula

Het koninkrijk Mthwakazi, ook bekend als het koninkrijk Matabele, het Matabelekoninkrijk of simpelweg Matabeleland, was een 19e-eeuws rijk gesticht door de Matabelekoning Mzilikazi. Het koninkrijk lag ten noorden van de Limpopo en werd in het zuiden begrensd door de Zuid-Afrikaansche Republiek (Transvaal), in het oosten door Portugees-Oost-Afrika en in het westen door Beetsjoeanaland. Het territorium van Mthwakazi bestond uit Matabeleland en Mashonaland en komt grotendeels overeen met dat van Zimbabwe.

## Geschiedenis

### Voorgeschiedenis
De Matabele, tegenwoordig bekend als Noord-Ndebele, stammen af van de Khumalo, op hun beurt weer verwant aan de Zoeloes. Nadat luitenant Mzilikazi na een succesvolle rooftocht geen buit afstond aan Zoeloekoning Shaka stuurde deze een strafexpeditie op hem af. In 1823 vluchtten de Khumalo onder leiding van Mzilikazi over de Drakensbergen het binnenland in; de naam Matabele betekent letterlijk "vluchteling". Hij verzamelde een leger en begon alle rivaliserende stammen uit te moorden in de zogenaamde Mfecane, waarbij het gehele gebied dat later bekend zou worden als Transvaal in zijn bezit kwam. Uiteindelijk was Transvaal zo dunbevolkt dat de Nederlandstalige Voortrekkers zonder al te veel tegenstand hun Boerenrepublieken in het binnenland konden stichten.

### Stichting
De Matabele vestigden zich in hun hoofdstad Kapain, niet ver van het tegenwoordige Mafikeng. In 1836-37 werden ze echter door de Voortrekkers onder leiding van Andries Hendrik Potgieter verslagen bij Vegkop, Mosega en Kapain. Mzilikazi en zijn volgelingen werden naar het gebied ten noorden van de Limpopo verdreven en vestigden zich in een gebied dat nu bekendstaat als Matabeleland en tegenwoordig in Zimbabwe ligt. De Shona die daar woonden dienden als hun knechten. Mzilikazi vestigde zich in zijn hoofdstad Bulawayo, wat letterlijk "plaats van de vervolgde" of "plaats van slachting" betekent. Verdere aanvallen van de Boeren wist Mzilikazi tegen te houden en hij dwong zijn tegenstanders om een vredesverdrag te tekenen in 1852.

### British South Africa Company
In 1868 overleed Mzilikazi en hij werd opgevolgd door zijn zoon Lobengula. In oktober 1888 sloot de Brit Charles Rudd, zakenpartner van de imperialistische diamantmagnaat Cecil Rhodes, een overeenkomst met Lobengula. In ruil voor duizend Martini-Henrygeweren met munitie, een stoomboot op de rivier de Zambezi en een maandelijkse toelage van honderd pond sterling stond Lobengula de complete en exclusieve zeggenschap af over alle bodemschatten in zijn rijk. Dit betekende het begin van de kolonisatie van Mthwakazi door Rhodes en zijn British South Africa Company. In juli 1890 stuurde Rhodes zijn pioniers Mthwakazi in en in september stichtten zij Salisbury, dat de hoofdstad van de Britse kolonie Rhodesië zou worden en tegenwoordig bekendstaat als Harare, de hoofdstad van Zimbabwe. Achteraf bleek dat Rhodes de minerale rijkdommen van het land zwaar had overschat, waardoor het land vooral werd gebruikt voor boerderijen.

### Ondergang
In 1893 brak de Eerste Matabele-oorlog uit tussen de Matabele en de Britse kolonisator. Lobengula werd door de British South Africa Company vernietigend verslagen en Rhodes' overwinning versterkte zijn heerschappij over zijn nieuwe kolonie Rhodesië, vernoemd naar zichzelf. De dood van Lobengula in 1894 betekende de definitieve ondergang van Mthwakazi. In 1896 brak nog de Tweede Matabele-oorlog uit, waarbij een laatste opstand van de Matabele en Shona werd neergeslagen.